# Roger Avary
Roger Roberts Avary (Flin Flon, Manitoba, Kanada, 23. kolovoza 1965.) je američki producent i scenarist. Rođenjem je Kanađanin. Dobitnik je Oscara.

## Početak rada na filmu
Sin je brazilskog rudarskog inženjera i njemačke fizioterapeutice. Rodio se u Flin Flonu, Manitoba u Kanadi. Odrastao je u SAD-u, u Oracleu, domu Biosfere 2. Ranih 1970-ih mu je obitelj odselila u Kaliforniju u Torrance, a potom u Manhattan Beach gdje je pohađao školu Mira Costa. Avary, crtač stripova stila Sergia Aragonésa, i Tom Eaton su napravili brojne animacije na 8 milimetarskom Super-8 formatu. 1979. je počeo raditi u jednoj od prvih prodavaonica videa u južnoj Kaliforniji, Video Out-Takes, u Redondo Beachu. Vlasnik je bio otac njegovog prijatelja iz djetinjstva i njegov prvi suradnik, Scott Magill. Odrasli su zajedno radeći filmove, čineći pokuse s Betamax formatima video-vrpce. Jedan od ranih Avaryjevih filmova na Super-8 formatu, The Worm Turns, LAFTA (The Los Angeles Film Teachers Association) mu je 1983. dala nagradu za najbolji film.

## Filmografija

### Redatelj
- The Worm Turns (1983.) (kratki film)
- "Roger Avary's Day Off" (1987.) (kratki film)
- Killing Zoe (1994.)
- Mr. Stitch (1996.)
- The Rules of Attraction (2002.)
- Glitterati (2005.)

### Scenarist
- The Worm Turns (1983.) (kratki film)
- Reservoir Dogs (1992.) (suautor pozadinskog radio dijaloga)
- True Romance (1993.) (nije naveden u impresumu)
- Pakleni šund (1994.) (koscenarist) (Oscar i BAFTA za najbolji filmski scenarij)
- Killing Zoe (1994.)
- Crying Freeman (1995.) (uncredited)
- Mr. Stitch (1996.)
- Odd Jobs (1997.)
- The Rules of Attraction (2002.)
- Glitterati (2005.)
- Silent Hill (2006.)
- Beowulf (2007.) (Nagrada Saturn 2007. za najbolji scenarij)

### Producent
- Mr. Stitch (1996.)
- Odd Jobs (1997.)
- Glitterati (2005.)

### Izvršni producent
- Boogie Boy (1998.)
- The Rules of Attraction (2002.)
- The Last Man (2003.)
- Beowulf (2007.)

### Glumac
- Phantasm IV: Oblivion (1998.)
- Standing Still (2005.)

### Kinematografer
- My Best Friend's Birthday (1987.)

## Vanjske poveznice
- Službene stranice
- IMDB[neaktivna poveznica]
- Allmovie[neaktivna poveznica]